# Carlos Aragonés
Carlos Aragonés (Santa Cruz de la Sierra, 16 februari 1956) is een voormalig Boliviaans voetballer, die speelde als middenvelder. Na zijn actieve loopbaan was hij actief als voetbalcoach. Hij leidde onder meer de nationale ploeg van Bolivia (2000-2001).

## Clubcarrière
Aragonés beëindigde zijn actieve loopbaan in 1985 bij de Boliviaanse club Club Destroyers. Hij begon zijn professionele loopbaan in 1976 bij Club Bolívar, waarmee hij tweemaal de Boliviaanse landstitel won. Aragonés speelde ook in Brazilië bij SE Palmeiras (1981-1984) en Coritiba FC (1984-1985).

## Interlandcarrière
Aragonés speelde in totaal 31 interlands voor Bolivia in de periode 1977-1981, en scoorde 15 keer voor zijn vaderland. Onder leiding van bondscoach Wilfredo Camacho maakte hij zijn debuut op 27 februari 1977 in de WK-kwalificatiewedstrijd tegen Uruguay, die met 1-0 werd gewonnen door Bolivia dankzij een treffer van aanvaller Porfirio Jiménez.
| Interlands van Carlos Aragonés voor Bolivia | Interlands van Carlos Aragonés voor Bolivia | Interlands van Carlos Aragonés voor Bolivia | Interlands van Carlos Aragonés voor Bolivia | Interlands van Carlos Aragonés voor Bolivia | Interlands van Carlos Aragonés voor Bolivia |
| №                                           | Datum                                       | Wedstrijd                                   | Uitslag                                     | Competitie                                  | Goals                                       |
| ------------------------------------------- | ------------------------------------------- | ------------------------------------------- | ------------------------------------------- | ------------------------------------------- | ------------------------------------------- |
| 1                                           | 27 februari 1977                            | Bolivia – Uruguay                           | 1 – 0                                       | WK-kwalificatie                             |                                             |
| 2                                           | 6 maart 1977                                | Venezuela – Bolivia                         | 1 – 3                                       | WK-kwalificatie                             |                                             |
| 3                                           | 13 maart 1977                               | Bolivia – Venezuela                         | 2 – 0                                       | WK-kwalificatie                             | Goal                                        |
| 4                                           | 27 maart 1977                               | Uruguay – Bolivia                           | 2 – 2                                       | WK-kwalificatie                             |                                             |
| 5                                           | 12 juni 1977                                | Bolivia – Polen                             | 1 – 2                                       | Vriendschappelijk                           |                                             |
| 6                                           | 14 juli 1977                                | Brazilië – Bolivia                          | 8 – 0                                       | WK-kwalificatie                             |                                             |
| 7                                           | 17 juli 1977                                | Peru – Bolivia                              | 5 – 0                                       | WK-kwalificatie                             |                                             |
| 8                                           | 29 oktober 1977                             | Hongarije – Bolivia                         | 6 – 0                                       | WK-kwalificatie                             |                                             |
| 9                                           | 30 november 1977                            | Bolivia – Hongarije                         | 2 – 3                                       | WK-kwalificatie                             | Goal · Goal                                 |
| 10                                          | 10 juli 1979                                | Bolivia – Paraguay                          | 3 – 1                                       | Copa Paz del Chaco                          |                                             |
| 11                                          | 12 juli 1979                                | Bolivia – Paraguay                          | 1 – 1                                       | Vriendschappelijk                           |                                             |
| 12                                          | 18 juli 1979                                | Bolivia – Argentinië                        | 2 – 1                                       | Copa América                                |                                             |
| 13                                          | 26 juli 1979                                | Bolivia – Brazilië                          | 2 – 1                                       | Copa América                                | Goal · Goal                                 |
| 14                                          | 8 augustus 1979                             | Argentinië – Bolivia                        | 3 – 0                                       | Copa América                                |                                             |
| 15                                          | 16 augustus 1979                            | Brazilië – Bolivia                          | 2 – 0                                       | Copa América                                |                                             |
| 16                                          | 22 juni 1980                                | Bolivia – Spanje                            | 3 – 2                                       | Vriendschappelijk                           |                                             |
| 17                                          | 26 augustus 1980                            | Bolivia – Paraguay                          | 1 – 1                                       | Vriendschappelijk                           |                                             |
| 18                                          | 28 augustus 1980                            | Bolivia – Paraguay                          | 1 – 3                                       | Vriendschappelijk                           |                                             |
| 19                                          | 15 september 1980                           | Paraguay – Bolivia                          | 2 – 1                                       | Vriendschappelijk                           |                                             |
| 20                                          | 18 september 1980                           | Paraguay – Bolivia                          | 2 – 1                                       | Vriendschappelijk                           |                                             |
| 21                                          | 9 november 1980                             | Bolivia – Uruguay                           | 1 – 3                                       | Vriendschappelijk                           | Goal                                        |
| 22                                          | 30 november 1980                            | Bolivia – Finland                           | 3 – 0                                       | Vriendschappelijk                           |                                             |
| 23                                          | 4 december 1980                             | Bolivia – Finland                           | 2 – 2                                       | Vriendschappelijk                           |                                             |
| 24                                          | 11 december 1980                            | Uruguay – Bolivia                           | 5 – 0                                       | Vriendschappelijk                           |                                             |
| 25                                          | 25 januari 1981                             | Bolivia – Tsjecho-Slowakije                 | 2 – 1                                       | Vriendschappelijk                           | Goal                                        |
| 26                                          | 29 januari 1981                             | Bolivia – Tsjecho-Slowakije                 | 2 – 5                                       | Vriendschappelijk                           | Goal                                        |
| 27                                          | 1 februari 1981                             | Bolivia – Bulgarije                         | 1 – 3                                       | Vriendschappelijk                           | Goal                                        |
| 28                                          | 15 februari 1981                            | Bolivia – Venezuela                         | 3 – 0                                       | WK-kwalificatie                             | Goal                                        |
| 29                                          | 22 februari 1981                            | Bolivia – Brazilië                          | 1 – 2                                       | WK-kwalificatie                             | Goal                                        |
| 30                                          | 15 maart 1981                               | Venezuela – Bolivia                         | 1 – 0                                       | WK-kwalificatie                             |                                             |
| 31                                          | 22 maart 1981                               | Brazilië – Bolivia                          | 3 – 1                                       | WK-kwalificatie                             | Goal                                        |

## Trainerscarrière
Na diverse clubs in zijn vaderland geleid te hebben, trad Aragonés in 2000 aan als bondscoach van het Boliviaans voetbalelftal. Hij had de selectie in totaal 22 duels onder zijn hoede en trad terug na de matig verlopen strijd om de Copa América 2001 in Colombia, waar La Verde drie nederlagen op rij leden. Hij werd opgevolgd door de Argentijn Jorge Habegger.
| Interlands Bolivia onder leiding van Carlos Aragonés | Interlands Bolivia onder leiding van Carlos Aragonés | Interlands Bolivia onder leiding van Carlos Aragonés | Interlands Bolivia onder leiding van Carlos Aragonés | Interlands Bolivia onder leiding van Carlos Aragonés | Interlands Bolivia onder leiding van Carlos Aragonés |
| №                                                    | Datum                                                | Wedstrijd                                            | Uitslag                                              | Competitie                                           |                                                      |
| ---------------------------------------------------- | ---------------------------------------------------- | ---------------------------------------------------- | ---------------------------------------------------- | ---------------------------------------------------- | ---------------------------------------------------- |
| 1                                                    | 5 maart 2000                                         | Bolivia – Haïti                                      | 9 – 2                                                | Vriendschappelijk                                    |                                                      |
| 2                                                    | 16 maart 2000                                        | Venezuela – Bolivia                                  | 0 – 0                                                | Vriendschappelijk                                    |                                                      |
| 3                                                    | 29 maart 2000                                        | Uruguay – Bolivia                                    | 1 – 0                                                | WK-kwalificatie                                      |                                                      |
| 4                                                    | 26 april 2000                                        | Bolivia – Colombia                                   | 1 – 1                                                | WK-kwalificatie                                      |                                                      |
| 5                                                    | 4 juni 2000                                          | Argentinië – Bolivia                                 | 1 – 0                                                | WK-kwalificatie                                      |                                                      |
| 6                                                    | 14 juni 2000                                         | Bolivia – Slowakije                                  | 0 – 2                                                | Kirin Cup                                            |                                                      |
| 7                                                    | 18 juni 2000                                         | Japan – Bolivia                                      | 2 – 0                                                | Kirin Cup                                            |                                                      |
| 8                                                    | 28 juni 2000                                         | Venezuela – Bolivia                                  | 4 – 2                                                | WK-kwalificatie                                      |                                                      |
| 9                                                    | 19 juli 2000                                         | Bolivia – Chili                                      | 1 – 0                                                | WK-kwalificatie                                      |                                                      |
| 10                                                   | 27 juli 2000                                         | Bolivia – Paraguay                                   | 0 – 0                                                | WK-kwalificatie                                      |                                                      |
| 11                                                   | 16 augustus 2000                                     | Ecuador – Bolivia                                    | 2 – 0                                                | WK-kwalificatie                                      |                                                      |
| 12                                                   | 3 september 2000                                     | Brazilië – Bolivia                                   | 5 – 0                                                | WK-kwalificatie                                      |                                                      |
| 13                                                   | 27 september 2000                                    | Mexico – Bolivia                                     | 1 – 0                                                | Vriendschappelijk                                    |                                                      |
| 14                                                   | 8 oktober 2000                                       | Bolivia – Peru                                       | 1 – 0                                                | WK-kwalificatie                                      |                                                      |
| 15                                                   | 15 november 2000                                     | Bolivia – Uruguay                                    | 0 – 0                                                | WK-kwalificatie                                      |                                                      |
| 16                                                   | 26 januari 2001                                      | Jamaica – Bolivia                                    | 3 – 0                                                | Vriendschappelijk                                    |                                                      |
| 17                                                   | 27 maart 2001                                        | Colombia – Bolivia                                   | 2 – 0                                                | WK-kwalificatie                                      |                                                      |
| 18                                                   | 25 april 2001                                        | Bolivia – Argentinië                                 | 3 – 3                                                | WK-kwalificatie                                      |                                                      |
| 19                                                   | 3 juni 2001                                          | Bolivia – Venezuela                                  | 5 – 0                                                | WK-kwalificatie                                      |                                                      |
| 20                                                   | 13 juli 2001                                         | Bolivia – Uruguay                                    | 0 – 1                                                | Copa América                                         |                                                      |
| 21                                                   | 16 juli 2001                                         | Honduras – Bolivia                                   | 2 – 0                                                | Copa América                                         |                                                      |
| 22                                                   | 19 juli 2001                                         | Bolivia – Costa Rica                                 | 0 – 4                                                | Copa América                                         |                                                      |

## Erelijst

### Speler
Club Bolívar
- Liga de Boliviano

1976, 1978

### Trainer
The Strongest
- Liga de Boliviano

1993
 Club Blooming
- Liga de Boliviano

1998, 1999